# Pterostichitae
Los pterostíquitos (Pterostichitae) son una supertribu de coleópteros adéfagos perteneciente a la familia Carabidae. 

## Tribus
Tiene las siguientes tribus:
- Abacetini - Cnemalobini - Loxandrini - Morionini - Pterostichini - Sphodrini - Zabrini[1]